# 統一流通次集團
統一流通次集團（PCSC）是以統一企業旗下之統一超商股份有限公司為首，集合流通業相關之關係企業而成之次集團系統。

## 何謂次集團
2002年，統一企業集團為整體經營戰略上的需要，將旗下子公司依不同的屬性，分為食品製造次集團、流通次集團、商流貿易次集團、投資次集團。此項改變的目的，除了組織架構的重整外，也可以藉由各子集團核心事業的協助，將功能同質性高的子公司集中發展，可以強化整體戰力並有助於事權統一。
過去統一企業集團在多角化的經營下，跨入許多不同的領域，但這也造成不同子公司間經營著類似屬性行業卻缺乏互相聯繫的現象。因此，次集團化後，可以產生綜效，減少重複投資的浪費，發揮經營的效果。

## 流通次集團概述
統一流通次集團是以統一超商為首，將所有流通相關的上下游企業集中起來，包含了店舖販賣、物流、製造、無店舖銷售以及各式後勤支援產業，店鋪經營有7-ELEVEn、康是美、星巴克、聖娜多堡、21世紀、統一皇帽、統一多拿滋以及海外事業上海星巴克、菲律賓7-ELEVEn、加拿大大統華超市、山東銀座超市等等...，後勤支援有統一資訊、金財通、首阜企管，製造的有統一武藏野，物流公司有捷盟行銷、統昶行銷、大智通、宅急便，無店鋪販售有統一整合（型錄）、博客來網路書店與專聯科技，除此之外，還有樂清服務、統奕包裝、統一藥品、統一精工等事業。
這些企業有多半是由統一超商衍生出來，也有些是原本是由統一企業或是南聯貿易等投資成立，透過一連串股權交換移交由統一超商管轄。

## 運作模式
統一流通次集團各公司間，以統一超商為首，每月定期召開會議，交流經營資訊，並形成重大政策，各公司主管也要定期向統一超商總經理報告。
各公司並利用統一超商的資源，在人力資源、財務、採購、稽核、法務與資訊系統上共同合作，以減少各公司的資源浪費，因此可以節省許多後勤成本，例如台灣無印良品成立之初，總部甚至不到10人，但是卻仍可以有效運作，即是利用了統一超商的物流、會計等等後勤支援系統。 	 
次集團內各公司甚至可以共同展店，將不同的連鎖系統集合起來開店，內部稱之為「Powercenter」，最著名的案例為台灣國道三號的東山休息站。

## 統一流通次集團企業列表
| - 統一超商股份有限公司 - Philippine Seven Corp. - 統正開發股份有限公司（統一夢時代購物中心）（因股份關係，尚未被正式列入次集團） - 悠旅生活事業股份有限公司 （原統一星巴克 統一100%持股更名） - 統一精工股份有限公司(統一精工加油站) - 統一聖娜多堡股份有限公司 - 統一百華股份有限公司（統一時代百貨） - 二十一世紀生活事業股份有限公司 - 統一佳佳股份有限公司（統一健康俱樂部） - 統合開發股份有限公司（統一健康世界、統一渡假村） - 統一友友旅行社股份有限公司 - 統一速達股份有限公司（黑貓宅急便） - 統一客樂得服務股份有限公司 (客樂得代收貨款/貨到付款/貨到刷卡) - 統一藥品股份有限公司 - 樂清服務股份有限公司（DUSKIN） - 統一生機開發股份有限公司（統一有機） - 酷聖石冰淇淋股份有限公司（Cold Stone Creamery） - 安源資訊股份有限公司（專責 ibon 業務） - 愛金卡股份有限公司（icash） - 專聯科技股份有限公司 （foodomo 外送平台） | - ibon mart (統一整合股份有限公司→7net→ibon mart) (已回歸統一超商) - 博客來數位科技股份有限公司（博客來） - 大智通文化行銷股份有限公司（7-11店內書籍、玩具及資訊產品供應商，購物網站《OPENHUT》經營者、7-11電子商務物流中心、博客來倉管中心、雜誌「7-WATCH」、「MY LOHAS」、「2535」出版公司） - 高見文化行銷股份有限公司(雜誌及圖書經銷商，負責大型連鎖書店及一般傳統書店物流配送) - 統昶行銷股份有限公司 - 捷盟行銷股份有限公司（流通次集團專屬物流） - 捷盛運輸股份有限公司（便利店產品配送） - 捷順運輸股份有限公司（統一速達包裹轉運物流） - 統一武藏野股份有限公司（7-11鮮食製作） - 統一佳佳股份有限公司（BEING SPA） - 統一資訊股份有限公司 - 首阜企業管理顧問股份有限公司 - 金財通商務科技股份有限公司 - 統一多拿滋股份有限公司（Mister Donut） - 統一蘭陽藝文股份有限公司（受託經營國立傳統藝術中心） - 山東統一銀座商業有限公司 - 統一康是美商業連鎖（深圳）有限公司 - 統一生活事業股份有限公司（康是美藥妝店） - 珠海麗珠藥房連鎖經營有限公司 - 武漢統一聖娜多堡烘焙有限公司 - 統（中國）股份有限公司 - 四川統一量販超市有限公司（統一優瑪特量販超市；unimart） - 上海酷聖石冰淇淋有限公司 - 河內unimart超市 - 統一上都股份有限公司 |

## 已結業或撤資的企業
- 加拿大大統華超市（T & T Supermarket）
- 統一時尚事業股份有限公司（PLAZA）
- 統一皇帽汽車百貨股份有限公司
- 統一午茶風光股份有限公司
- 台灣無印良品股份有限公司
- 統家股份有限公司（康福浪漫）
- 寵物達人股份有限公司（Pet Plus）

## 外部連結
- 台灣統一超商 （页面存档备份，存于）
- 統一企業網站中關於流通次集團的介紹